# بلیک ادواردز
ویلیام بلِیک مک ادواردز (به انگلیسی: Blake Edwards) (۲۶ ژوئیه ۱۹۲۲–۱۵ دسامبر ۲۰۱۰) یک کارگردان، تهیه‌کننده، نویسنده و بازیگر آمریکایی برنده جایزه اسکار بود. او بیشتر بخاطر ساخت سری فیلم‌های پلنگ صورتی با بازی پیتر سلرز شناخته شده‌است. او نوه کارگردان سینمای صامت، جی گوردون ادواردز است.

## فعالیت حرفه ای
اولین حضور ادواردز به عنوان کارگردان در سال ۱۹۵۲ در برنامه تلویزیونی Four Star Playhouse انجام شد.
ادواردز در سال ۱۹۵۹ مجموعه تلویزیونی پیتر گان را با بازی کریگ استیونز با موسیقی هنری مانچینی نوشت و کارگردانی کرد. در همان سال، ادواردز سریال ماجراجویی آقای خوش شانس را با بازی جان ویویان و راس مارتین در شبکه CBS تهیه کرد. ارتباط مانچینی با ادواردز در کارهای سینمایی او ادامه یافت و به‌طور قابل توجهی به موفقیت آنها کمک کرد.
محبوب‌ترین فیلم‌های ادواردز کمدی بودند، ملودرام‌هایی مقل روزهای شراب و گل سرخ در این میان یک استثنا است. در میان بازیگران، موفق‌ترین همکاری او با پیتر سلرز در شش فیلم از مجموعه پلنگ صورتی بود.

#### صبحانه در تیفانی (۱۹۶۰)
صبحانه در تیفانی (فیلم) که بر اساس رمانی از ترومن کاپوتی ساخته شده یکی از مشهورترین فیلم‌های او در کنار مجموعه فیلم‌های پلنگ صورتی است. آدری هیپورن در این فیلم بسیار خوش درخشید و اندرو ساریس، از منتقدان سرشناش، صبحانه در تیفانی را "سورپرایز کارگردانی سال ۱۹۶۱" نامید و در اوایل دهه ۱۹۶۰ به "سنگ محک عاشقانه" برای دانشجویان کالج تبدیل شد.

## زندگی شخصی
درگیری‌های همیشگی او با هالیوود باعث شد که در دهه هفتاد پنج سال را در اروپا سپری کند و از اینجا بود که در شهرت او تزلزل واقع شد. پسرش جئوفری فیلمنامه‌نویس و دخترش جنیفر هنرپیشه سینماست. جولی اندروز همسر دومش در چند فیلم او از جمله اس او بی، ویکتور و ویکتوریا و این زندگیست بازی کرده‌است.
ادواردز در سال ۱۹۵۳ با همسر اول خود، پاتریشیا واکر که بازیگر بود ازدواج کرد. آنها در سال ۱۹۶۷ طلاق گرفتند. ادواردز همچنین نام یکی از شرکت‌های تولید فیلم خود را به نام همسر اولش، پاتریشیا پروداکشنز، اینکورپوریتد، نامگذاری کرد. او در سال ۱۹۶۹ با جولی اندروز ازدواج کرد و تا زمان مرگش در سال ۲۰۱۰، با او زندگی کرد. آنها ۴۱ سال با هم زندگی کردند. او ناپدری اما، دختر جولی اندروز از ازدواج قبلی اش بود. در دهه ۱۹۷۰، ادواردز و اندروز دو دختر ویتنامی را به فرزندی پذیرفتند. امی لی (که بعداً به نام آملیا شناخته شد) در سال ۱۹۷۴ و جوآنا لین در سال ۱۹۷۵

## مرگ
در ۱۵ دسامبر ۲۰۱۰، ادواردز بر اثر عوارض ذات الریه در مرکز بهداشت سنت جان در سانتا مونیکا، کالیفرنیا، در ۸۸ سالگی درگذشت.

## فیلم‌شناسی
بازی در فیلم را در سال ۱۹۴۲ شروع کرد و در سال ۱۹۴۸ به فیلمنامه‌نویسی روی آورد. در سال ۱۹۵۵، اولین فیلمش را با نام لبخندت را همراه بیاور کارگردانی می‌کند. اگر چه وی بیشتر با کمدینها همکاری داشت اما فیلم‌های هیجان‌برانگیز او از جمله تجربه‌ای در وحشت نیز قابل توجه هستند.

## افتخارات
وی در سال ۲۰۰۴ به خاطر یک عمر فعالیت هنری موفق به کسب جایزه اسکار افتخاری گردید.